# Egon-Hofmann-Haus

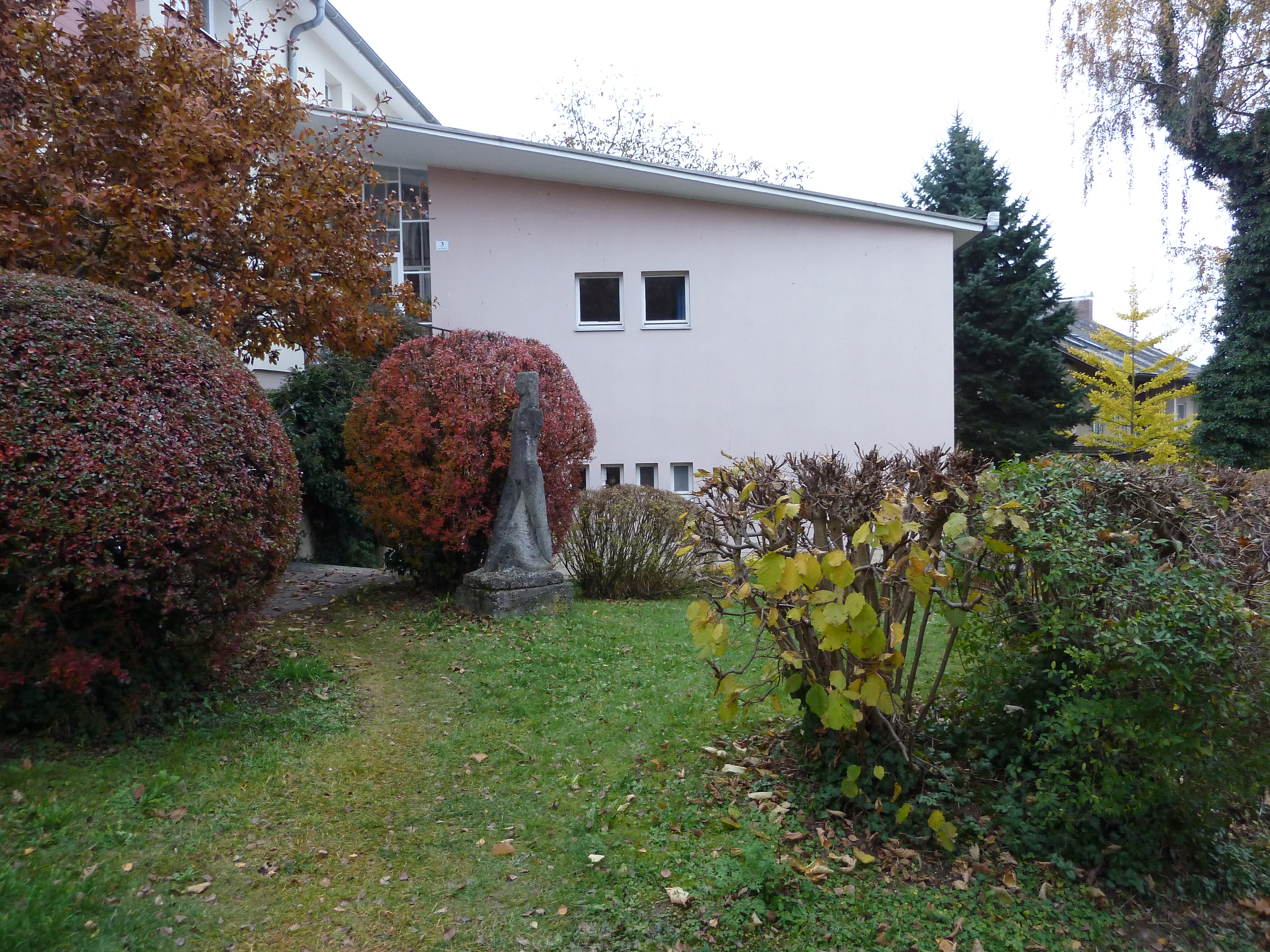
Egon-Hofmann-Haus, Im Dörfl 3, Linz

Das Egon-Hofmann-Haus ist ein Atelierhaus mit mehreren Werkstätten auf dem Römerberg in Linz, das 1957 vom Kulturring der Wirtschaft Oberösterreichs eingerichtet wurde und nach dem Maler Egon Hofmann benannt ist.
Jungen Künstlern wird nach Abschluss ihrer Ausbildung mit der Überlassung eines Ateliers eine Starthilfe zum Beginn einer selbständigen künstlerischen Laufbahn gegeben.

## Gebäude
Das Atelierhaus besteht aus Wohn- und Arbeitstrakt, wurde 1955 von Fritz Fanta für den vorgesehenen Zweck gebaut und am 15. Oktober 2009 unter Denkmalschutz gestellt. Der Arbeitstrakt hat eine leicht geböschte Nordfront und ein flaches Pultdach.

## Künstler
Mehr als achtzig Künstler waren bereits in einem der Ateliers im Egon-Hofmann-Haus tätig, darunter:
Fritz Aigner, Elisa Andessner, Kurt Augustin, Josef Bauer, Heinz Baumüller, Markus Binder, Walter Breuer, Erwin Bucheder, Claudia Czimek, Peter Dimmel, Norbert Drienko, Richard Eder, Ed Ehmayr, Franz Fischbacher, Alfred Flattinger, Margarete Geffke, Wolfgang Georgsdorf, Anselm Glück, Emilie Goldmann, Ursula Grabner, Margit Greinöcker, Katharina Gruzei, Walter Gucher, Reinhard Gupfinger, Hermann Haider, Hermann Haslinger, Peter Hauenschild, Josef Häupl, Franz Hitz, Karl Hochgatterer, Josef Huber, Alexander Jöchl, Charles Kaltenbacher, Kaul Kapil, Adolf Kloska, Gerhard Knogler, Gerlinde Knogler-Grothe, Helmut Kolar, Rudolf Kolbitsch, Elisabeth Kramer, Peter Kraml, Werner Krausneker, Gabriele Kreczi, Johannes Krejci, Peter Kuba, Peter Kubovsky, Kurt Lackner, Andrea Lehmann, Pepi Maier, Birgitta Merl, Veronika Merl, Gerlinde Miesenböck, Kurt Moldovan, Gerhard Müllner, Ingrid Niedermayr, Robert Oltay, Margit Palme, Josef Perfler, Andreas Prag, Thomas Pühringer, Beate Rathmayr, Barbara Reisinger, Heinz Ritter, Erich Ruprecht, Johann Ruschak, Ursula Schröcksnadel, Peter Sommerauer, Eckart Sonnleitner, Martin Staufner, Siegfried Strasser, Thomas Strobl, Franz Suess, Elfriede Trautner, Ulrich Waibel, Ewald Walser, Brigitte Wasmeyer, Anton Watzl, Johannes Wegerbauer, Josef Wimmer, Natascha Wöss, Alfred Würl, Martina Zwölfer.

## Retrospektive
In einer Retrospektive mit der Bezeichnung „Tür an Tür“ präsentierten 2008 72 Künstler, die eine Zeitlang „im Dörfl“ (Straßenname) ihre Wirkstätte hatten, im Rahmen einer Ausstellung im Nordico je ein Werk, das sie dort geschaffen haben, und je ein neueres Werk.